# 은원재
은원재(1994년 7월 21일 ~ )는 대한민국의 배우이다.

## 학력
- 서울상신초등학교 (졸업)
- 덕산중학교 (졸업)
- 선정고등학교 (졸업)
- 한양대학교 연극영화학과 (졸업)

## 출연 작품

### 방송
- MBC 《전파견문록》 (2000년)

### 영화
- 《가문의 영광》 - 장영민 역(2002년)
- 《내츄럴 시티》 - 양 역(2003년)
- 《우리들의 행복한 시간》 - 어린 윤수 역(2006년)
- 《헨젤과 그레텔》 - 만복 역(2007년)

### 드라마
- KBS2 《울라불라 블루짱》 - 우주선(블랙스톤 왕자) 역(2004년)
- SBS 《패션 70's》 - 장빈 역(2005년)
- KBS2 《봄의 왈츠》 - 어린 윤재하(이수호) 역(2006년)
- SBS 《연개소문》 - (이태곤.유동근) 아역(2006년)
- KBS2 《선녀가 필요해》 - 신주석 역(2012년)